# Lichères-sur-Yonne
Lichères-sur-Yonne é uma comuna francesa na região administrativa de Borgonha-Franco-Condado, no departamento de Yonne. Estende-se por uma área de 13,8 km². Em 2010 a comuna tinha 48 habitantes (densidade: 3,5 hab./km²).